# Piotr Radziszewski (urolog)
Piotr Zbigniew Radziszewski (ur. 1 stycznia 1970 w Pszczynie) – polski lekarz urolog, profesor nauk medycznych specjalizujący się w urologii rekonstrukcyjnej, onkologii urologicznej, urologii czynnościowej, uroginekologii oraz schorzeniach wieku podeszłego u mężczyzn.

## Działalność
W 1988 r. uzyskał maturę w Liceum Ogólnokształcącym im. S. Żeromskiego w Bielsku-Białej. W 1994 r. ukończył I Wydział Lekarski Śląskiej Akademii Medycznej w Katowicach. W 1995 r. doktoryzował się z anatomii urologicznej w oparciu o pracę pt. „Unerwienie zwieracza zewnętrznego cewki moczowej” (promotor: prof. Ryszard Aleksandrowicz). W latach 1995–1996 przebywał na stypendium Europejskiego Towarzystwa Urologicznego w Lund w Szwecji. W 2007 uzyskał stopień doktora habilitowanego nauk medycznych. W 2011 otrzymał tytuł profesora nauk medycznych.  
Pracując w Klinice Urologii Ogólnej, Onkologicznej i Czynnościowej Warszawskiego Uniwersytetu Medycznego wielokrotnie wyjeżdżał za granicę aby poznawać nowe technologie i sposoby leczenia i implementować je na grunt Polski (m.in. Francja, Anglia, Niemcy, Stany Zjednoczone, Holandia).
Od 2004 członek zarządu Sekcji Urologii Czynnościowej i Kobiecej Europejskiego Towarzystwa Urologicznego (EAU). W 2007 został członkiem Komitetu ds. Wytycznych w Urologii (EAU) oraz Komitetu Naukowego Polskiego Towarzystwa Urologicznego (PTU). W 2008 został członkiem zarządu Szkoły Urodynamicznej Międzynarodowego Towarzystwa Kontynencji (ICS) i członkiem dwóch komitetów tejże instytucji: edukacyjnego oraz neuro-urologii. Od 2009 jest Członkiem Komitetu Naukowego EAU. W tym samym roku współzałożył Towarzystwo Badawcze n/t Inkontynencji (ICI-RS), którego jest aktywnym członkiem. Od 2012 pełni funkcję Prezesa Stowarzyszenia Urologii Akademickiej. Od 2016 r. Ekspert Ministerstwa Zdrowia z zakresu Map Potrzeb Zdrowotnych w Urologii i Nefrologii. 
W latach 2006–2016 pełnił funkcję Członka Zarządu Sekcji Urologii Żeńskiej i Funkcjonalnej  Europejskiego Towarzystwa Urologicznego.
Od 2010 roku zastępca kierownika, a od 2012 roku kierownik Kliniki Urologii Ogólnej, Onkologicznej i Czynnościowej Warszawskiego Uniwersytetu Medycznego.
W październiku 2015 został członkiem Narodowej Rady Rozwoju powołanej przez prezydenta Andrzeja Dudę.
3 czerwca 2016 otrzymał tytuł doktora honoris causa Uniwersytetu Karola Davili w Bukareszcie. 
12 lutego 2021 roku został powołany przez Prezydenta RP Andrzeja Dudę na członka Rady do spraw Ochrony Zdrowia.
Recenzent w licznych czasopismach o zasięgu krajowym i międzynarodowym (European Urology, Urogynecology, Urologia Internationalis, Videochirurgia i in.). Członek komitetów redakcyjnych czasopisma Neurology and Urodynamics, Central European Journal of Urology, Archives of Medicalsciences i in.
Jest autorem i współautorem ponad 250 artykułów, kilkunastu rozdziałów w podręcznikach krajowych i międzynarodowych oraz 13 książek.

### Działalność społeczna
Jest zaangażowany w działalność na rzecz poprawy ochrony zdrowia i dostępu do leczenia. Współpracuje od 20 lat z licznymi organizacjami pacjenckimi. Współtworzył program prospołeczny "NTM-normalnie żyć", współpracował z Towarzystwem Pacjentów UroConti. W 2015 roku był inicjatorem założenia Stowarzyszenia Pacjentów Pacjent Polski, współpracuje z Towarzystwem Gladiator oraz Fundacją Aktywnej Rehabilitacji. Jest głównym ekspertem Inicjatywy All.Can tworzącej standardy onkologiczne w Polsce. Od lat walczy o prawa pacjentów z pęcherzem neurogennym, w 2016 r.  zorganizował dzień pęcherza neurogennego. Za swoje działania na rzecz Weteranów został uhonorowany Medalem Pro Patria. Organizuje liczne inicjatywy prospołeczne, zwłaszcza w obszarze poprawy dostępności do leczenia oraz polityki zdrowotnej w Polsce. Prowadzi wiele spotkań z pacjentami, doradza organizacjom pacjenckim i pozarządowym.
W wyborach do Senatu Rzeczypospolitej Polskiej w 2019 roku kandydował z okręgu nr 45 w Warszawie, nie uzyskując mandatu senatora. Zdobył 86 289 głosów. 

## Życie prywatne
Jego dziadkiem jest Antoni Zbigniew Radziszewski – weteran dwóch wojen, legionista. Syn Haliny Radziszewskiej (adwokat) i Dariusza Radziszewskiego (lekarza). Mąż Emilii Radziszewskiej. 

## Odznaczenia
- 2011: Złoty Krzyż Zasługi[11]
- 2024: Krzyż Kawalerski Orderu Odrodzenia Polski[12]
- Medal „Pro Patria”[potrzebny przypis]

## Publikacje

### Literatura
- Czyste przerywane samocewnikowanie. Wskazania, technika, zalecenia prof. Andrzej Chmura, prof. Piotr Radziszewski, prof. zw. Tomasz Rechberger, prof. Jarosław Sławek, prof. Marek Sosnowski, ISBN 978-83-930626-7-6
- LUTS i pęcherz nadreaktywny w praktyce lekarza rodzinnego  Dr hab. n. med. Katarzyna Życińska, prof. Piotr Radziszewski, prof. zw. Tomasz Rechberger, Prof. dr hab. n. med. Krzysztof J. Filipiak, prof. nadzw. Jarosław Sławek, Prof. dr hab. n. med. Włodzimierz Baranowski, Prof. dr hab. n. med. Marek Sosnowski, ISBN 978-83-64187-00-1
- Jak przełamać tabu przedwczesnego wytrysku - zasady komunikacji pacjent-lekarz   dr Andrzej Depko, prof. Piotr Radziszewski, ISBN 978-83-930626-9-0
- Nowe opcje terapeutyczne u pacjentów z przedwczesnym wytryskiem  dr Andrzej Depko, prof. Piotr Radziszewski, ISBN 978-83-930626-8-3
- Farmakoterapia męskich LUTS ze szczególnym uwzględnieniem pęcherza nadreaktywnego  Prof. dr hab. n. med. Włodzimierz Baranowski, Prof. dr hab. n .med. Krzysztof J. Filipiak, Prof. dr hab. n. med. Piotr Radziszewski, Prof. dr hab. n. med., prof. zw. Tomasz Rechberger, Dr hab n. med., prof. nadzw. Jarosław Sławek, Prof. dr hab. n. med. Marek Sosnowski, ISBN 978-83-930626-6-9
- Nowoczesne metody farmakoterapii pęcherza nadreaktywnego u kobiet  Prof. dr hab. n. med. Włodzimierz Baranowski, Prof. dr hab. n. med. Krzysztof J. Filipiak, Prof. dr hab. n. med. Piotr Radziszewski, Prof. dr hab. n. med., prof. zw. Tomasz Rechberger, Dr hab n. med., prof. nadzw. Jarosław Sławek, Prof. dr hab. n. med. Marek Sosnowski, ISBN 978-83-930626-4-5
- Zasady komunikacji urolog - pacjent - lekarz rodzinny  Prof. dr hab. n. med. Krzysztof J. Filipiak, Prof. dr hab. n. med. Piotr Radziszewski, Prof. dr hab. n. med. Marek Sosnowski, Dr hab. n. med. Katarzyna Życińska, ISBN 978-83-930626-3-8
- Optymalizacja farmakoterapii pęcherza nadreaktywnego  Prof. dr hab. n. med. Włodzimierz Baranowski, Prof. dr hab. n. med. Krzysztof J. Filipiak, Prof. dr hab. n. med. Piotr Radziszewski, Prof. dr hab. n. med., prof. zw. Tomasz Rechberger, Dr hab n. med., prof. nadzw. Jarosław Sławek, Prof. dr hab. n. med. Marek Sosnowski, ISBN 978-83-930626-2-1
- Seks u ludzi biznesu. Funkcje i dysfunkcje seksualne w nowej grupie pacjentów  Praca zbiorowa pod redakcją prof. Zbigniewa Lwa-Starowicza, prof. Włodzimierza Baranowskiego oraz prof. Piotra Radziszewskiego, ISBN 978-83-930626-1-4
- Zaawansowany rak gruczołu krokowego  Tomasz Borkowski, Elżbieta Senkus-Konefka, Tomasz Drewa, Sławomir Poletajew, Piotr Radziszewski, Elżbieta Keller, Bartosz Dybowski, Piotr Chłosta, Piotr Milecki, Andrzej Borkowski, Piotr Wysocki, ISBN 978-83-930626-5-2
- Wybrane zagadnienia z uroseksuologii dla lekarzy podstawowej opieki zdrowotnej  Prof. Piotr Radziszewski, dr Andrzej Depko, ISBN 978-83-64187-07-0
- Hormonoterapia analogami LHRH w raku stercza  Prof. dr hab. n. med. Piotr Radziszewski, Prof. Andrzej Borkowski, dr Tomasz Borkowski, ISBN 978-83-64187-06-3
- Jak leczyć i rozpoznawać pęcherz nadreaktywny u kobiet? Prof. dr hab. n. med., prof. zw. Tomasz Rechberger, Prof. dr hab. n. med. Krzysztof J. Filipiak, Prof. dr hab. n. med. Piotr Radziszewski, Dr hab n. med., prof. nadzw. Jarosław Sławek, Dr n. med. Andrzej Wróbel, Prof. dr hab. n. med. Katarzyna Życińska, ISBN 978-83-64187-03-2